# 衣川賢次
衣川 賢次（きぬがわ けんじ、1952年 - ）は、日本の中国文学研究者、花園大学文学部教授。研究分野は、禅語録、中国中古・近代漢語学、五山文学など。

## 経歴
1975年広島大学文学部中国語学中国文学科卒業、1982年京都大学・大学院文学研究科博士課程単位取得満期退学。入矢義高、柳田聖山に師事。1983年4月、花園大学文学部講師、のち助教授、1999年に花園大学文学部教授。

## 著作
- 『臨済』「唐代の禅僧8」臨川書店、2021
- 『臨済録訳注』 大法輪閣、2023。訳著

### 共著
- 『文選李善注引書攷證』上巻・下巻、富永一登、小尾郊一共著、研文出版、1990-1992
- 『景徳傳燈録 第3冊』景徳傳燈録研究会編、禅文化研究所、1993
- 『景徳傳燈録 第4冊』景徳傳燈録研究会編、禅文化研究所、1997
- 『七寺古逸經典研究叢書 第四巻 中國日本撰述經典 漢譯經典』大東出版社、1999
- 『七寺古逸經典研究叢書 第五巻 中國日本撰述經典・撰述書』大東出版社、2000
- 『神会の語録 壇語』唐代語録研究班編、禅文化研究所、2006
- 『祖堂集』上・下、中国仏教典籍選刊：中華書局、2007 西口芳男ほか共編
- 『歸一寺開山一山一寧國師700年遠諱記念 一山一寧墨蹟集』歸一寺、2016

### 訳注
- 「『祖堂集』巻七雪峯和尚章訳注」上・下、唐代語録研究班『禅文化研究所紀要 第31・32号』禅文化研究所、2011-2013
- 『六祖壇経・臨済録』「新国訳大蔵経 中国撰述部」大蔵出版（前者は齋藤智寛訳注）、2019。ISBN 978-4804382074
- 孫昌武『禅についての十五章』東方書店、2021。ISBN 978-4497221070

### 論文
- 衣川賢次 論文一覧(CiNii)